# Yechiel Shraibman
Yechiel Shraibman (* 12. März 1913 im bessarabischen Schtetl Rashkov; † 9. Dezember 2005 in Chișinău/Moldawien) war ein jiddischer Autor.

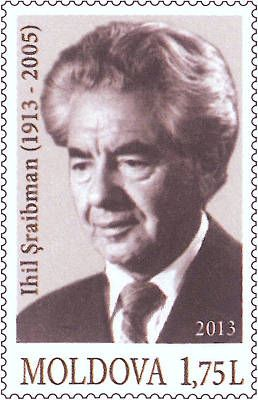
Yechiel Shraibman

Er gehört in die junge Tradition der modernen jiddischen Literatur, die sich erst Mitte des 19. Jahrhunderts etablierte. Seine Werke sind stark autobiografisch und lesen sich als „facettenreiches literarisches Selbstbildnis mit Schlaglichtern auf Zeitgeschichte und osteuropäisch-jüdische Kulturlandschaften verschiedener Perioden des 20. Jahrhunderts“.
Shraibman wuchs in ärmlichen Verhältnissen auf. Er besuchte neben dem traditionellen jüdischen Cheder auch die rumänische Grundschule und absolvierte nach Privatstunden und Selbststudium eine Lehre zum Uhrmacher. Nach Gelegenheitsarbeiten als Dorflehrer und Weber studierte er ab 1930 am Czernowitzer Hebräischen Lehrerseminar. Nachdem er dort mit revolutionärem Gedankengut in Berührung gekommen und daraufhin verhaftet und vom Seminar ausgeschlossen worden war, tauchte er in Bukarest unter. Dort soufflierte er im jiddischen Theater und begann zu schreiben. Sein literarisches Debüt gab er 1936 in der New Yorker Zeitung „Ssignal“ mit einer Novelle und einer literarischen Miniatur. 1940 kehrte er mit seiner Familie ins sowjetisch gewordene Kischinjow zurück und wurde 1941 als einer der ersten bessarabischen Autoren in den sowjetischen Schriftstellerverband aufgenommen. Den Zweiten Weltkrieg überlebte er als Landarbeiter in Usbekistan.
Die „schwarzen Jahre“, in denen unter Stalin etliche jüdische Autoren und Künstler liquidiert wurden, wurden für ihn zum prägenden, beängstigenden Lebenstrauma. In dieser Zeit veröffentlichte er nichts, was zu seinem Ausschluss aus dem Schriftstellerverband führte. Dieses Ereignis löste eine schwere Lebens- und Schaffenskrise aus, die er erst Anfang der 1960er Jahre literarisch zu überwinden vermochte. Ab 1961 veröffentlichte er eine große Zahl seiner Werke im einzigen jiddischen Literaturjournal der SU – der „Ssowetisch hejmland“ – und arbeitete auch für deren Redaktion. Von 1994 bis zu seinem Tod agierte er als Organisator und Vorsitzender des „Jidisch-zenters“ in Chişinău/Moldawien.
Bis 2003 veröffentlichte er etliche weitere Erzählungen, die meisten davon in moldawischer und russischer Sprache. Einige seiner Werke wurden auch ins Rumänische, Armenische, Französische, Baschkirische, Usbekische, Hebräische und Deutsche übertragen. Sein Werk ist im Laufe der Jahre mit den unterschiedlichsten Preisen ausgezeichnet worden.

## Werke
Auswahl nach Erscheinungsjahr unter Originaltitel
- 1939 „Majne Hefte“
- 1946 „Draj sumers“
- 1973 „Yorn un reges“
- 1981 „In jenem sumer“
- 1984 „Wajter“
- 1997 „Schtendik“
- 2000 „Jezire un libe“
- 2003 „Sibn jor mit sibn chadoschim“ (deutsche Übersetzung 2009 im be.bra verlag unter dem Titel „Sieben Jahre und sieben Monate“ erschienen)
- 2007 „Kleyns un groys, Kleyne noveln, miniaturn“ (posthum herausgegeben von seiner Witwe Marina Shraibman)